# Ruperto de Deutz

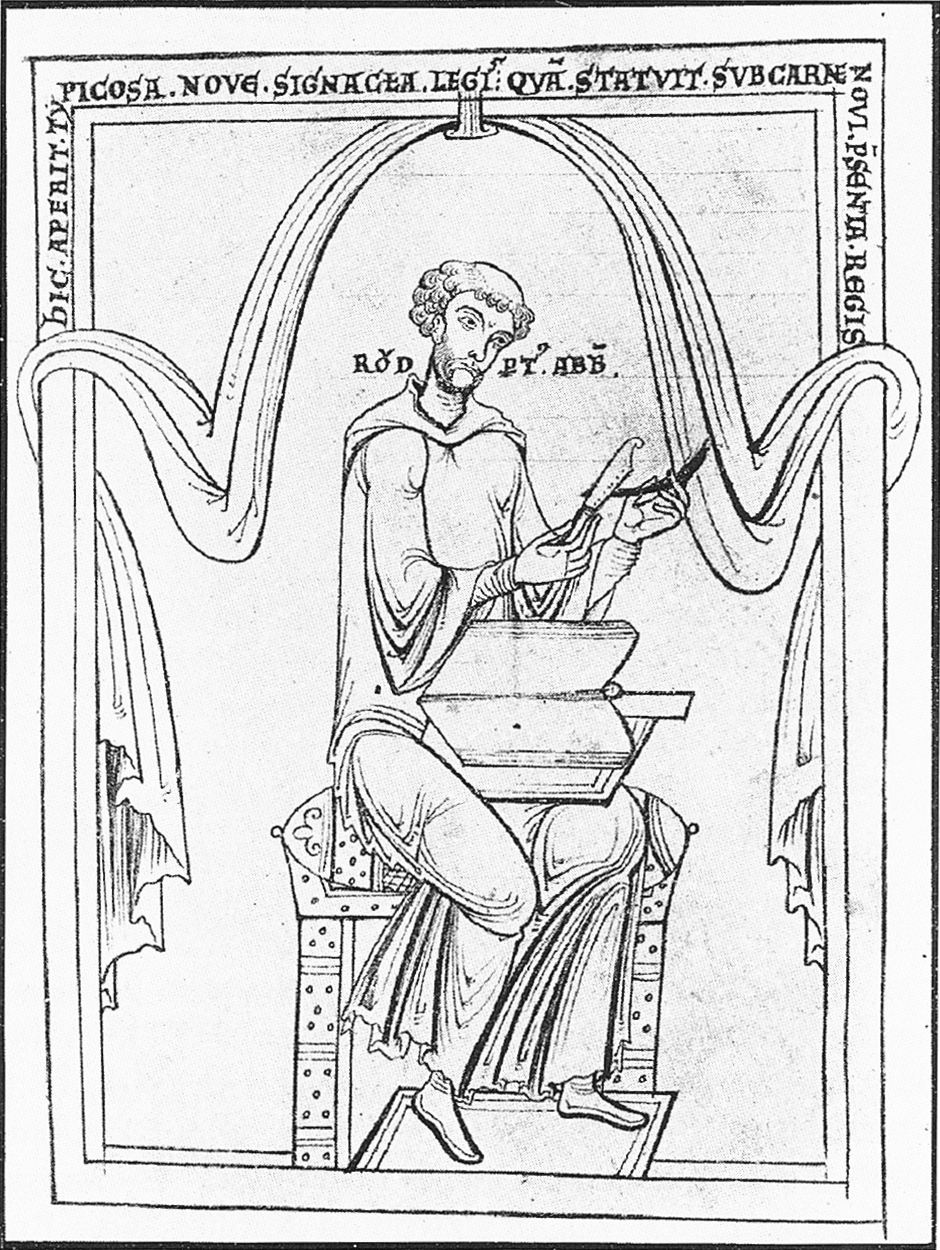
Ruperto de Deutz

Ruperto de Deutz (em latim: Rupertus Tuitensis; Liège, c. 1075 – Deutz, 1129 (54 anos)), chamado também Ruperto de Saint- Laurent de Liege, foi um monge, místico, teólogo, exegeta e abade beneditino da Valônia, na cidade alemã de Deutz.

## Vida
Nasceu por volta de 1075, no coração de uma família nobre de Liège. Quando criança, foi educado como oblato na abadia beneditina de San Lorenzo, em Liege. Mas, devido às perturbações e os problemas decorrentes da Controvérsia das Investiduras, foi ordenado sacerdote em 1108, depois de já ter quase 35 anos.
A maioria de seus escritos anteriores a esta época, lendas de santos e poemas, não foram preservadas. Desde cerca de 1110 até sua morte em 1129, Ruperto desenvolveu uma obra literária prolífica, de grande influência nos teólogos do século XII, especialmente aqueles de língua alemã.
Participou dos debates de seu tempo como exegeta e teólogo. Foi devido aos ataques de seus oponentes dogmáticos que Ruperto retirou-se para a abadia beneditina de São Miguel em Siegburg. Em Liège, foi professor de Wibald, futuro abade de Stavelot.
Em 1119 foi eleito abade do mosteiro beneditino de São Heribert em Deutz, uma pequena cidade na margem direita do rio Reno a partir de Colônia, um subúrbio desta cidade. Ruperto morreu em 1129 na Abadia de Deutz.

## Obras
Seguem suas principais obras:
- Altercatio Monachi Et Clerici
- Annulus Sive Dialogus Inter Christianum Et Judaeum
- Chronicon Sancti Laurentii Leodieniensis
- Commentaria In Apocalypsim
- Commentaria In Evangelium Sancti Joannis
- Commentariorum In Duodecim Prophetas Minores Libri XXXI
- De Divinis Officiis
- De Glorificatione Trinitatis Et Processione Sancti Spiritus
- De Incendio Oppidi Tuitii Sua Aetate Viso Liber Aureus
- De Laesione Virginitatis
- De Meditatione Mortis
- De Omnipotentia Dei Liber Unus
- De Trinitate Et Operibus Ejus Libri XLII
- De Trinitate Et Operibus Ejus Libri XLII. Prologus
- De Victoria Verbi Dei
- De Vita Vere Apostolica Dialogorum Liber Quinque
- De Voluntate Dei Liber Unus
- Epistola Ad Cunonem Sigebergensem Abbatem
- Epistola Ad Everardum Brunwillarensem Abbatem
- Epistola Mengoz Canonici Ad Rupertum
- Hymnus Sive Oratio Ad Sanctum Spiritum
- In Cantica Canticorum De Incarnatione Domini Commentariorum
- In Librum Ecclesiastes Commentarius
- In Opus De Gloria Et Honore Filii Hominis Super Matthaeum
- In Sanctum Job Commentarius
- Passio Sancti Eliphii Martyris
- Super Quaedam Capitula Regulae Divi Benedicti Abbatis
- Vita Operaque [Auctore Joanne Tritenhemio]
- Vita Operaque. Declamatio De Ruperto Tuitiense Abbate
- Vita Operaque. Dissertatio Chronologica-Historica [Ex Hist Litt France]
- Vita Operaque. Lectori Benevolo Typographys
- Vita Operaque. Oratio Joannis Spanheimensis Abbatis
- Vita Sancti Hereberti Coloniensis Archiepiscopi